# William Proxmire

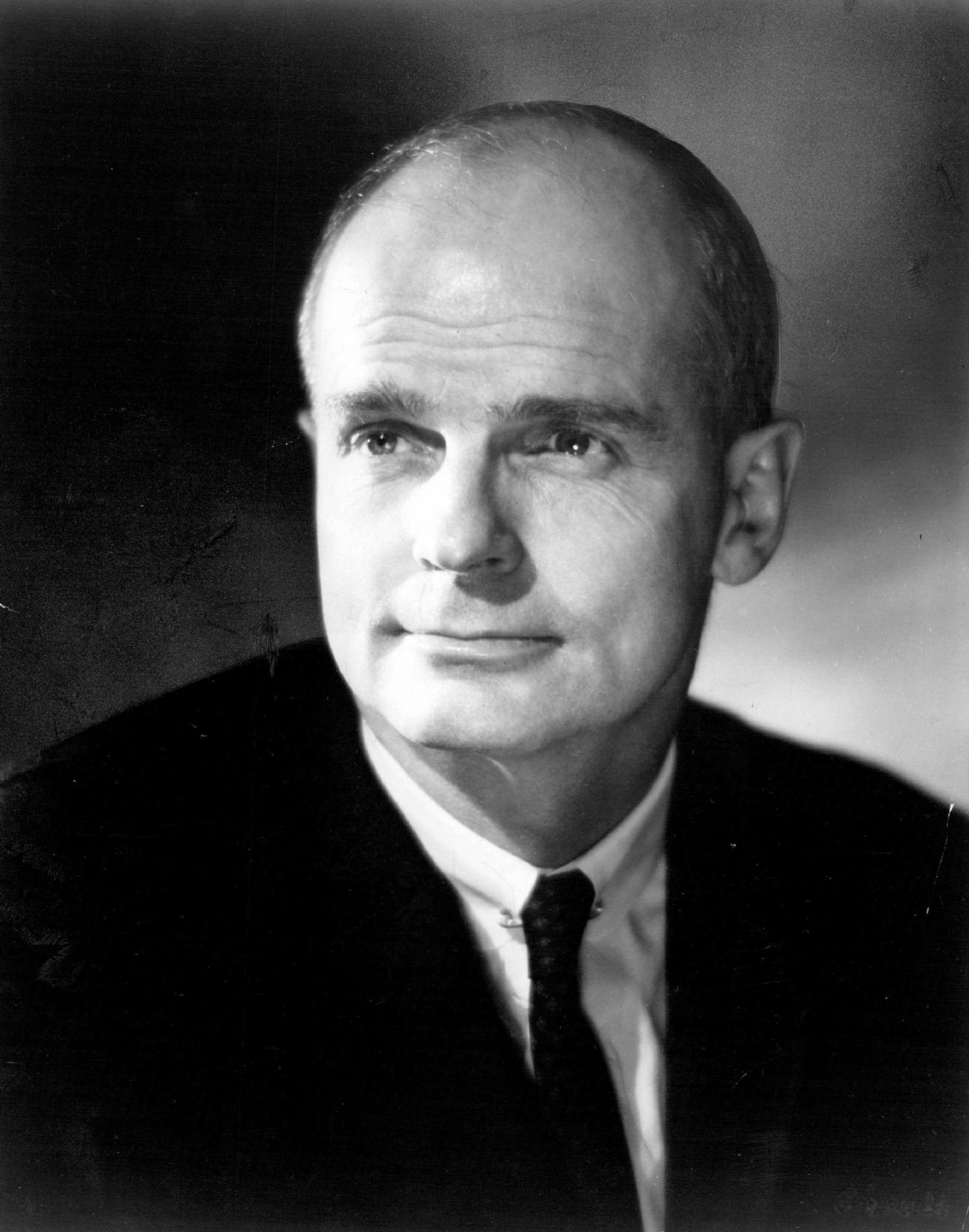
Edward William Proxmire

Edward William Proxmire, född 11 november 1915 i Lake Forest, Illinois, död 15 december 2005 i Sykesville, Maryland, var en amerikansk demokratisk politiker. Han representerade delstaten Wisconsin i USA:s senat 1957-1989. Proxmire höll speciellt hög profil i frågor som gällde folkmord och höga statsutgifter till ändamål som han uppfattade som onödiga.

## Tidig karriär
Proxmire gick i skola i Lake Forest och i Pottstown, Pennsylvania. Han avlade 1938 sin grundexamen vid Yale University. Han utexaminerades 1940 från Harvard Business School. Han deltog sedan i andra världskriget i den militära underrättelsetjänsten. Efter kriget avlade han en master i offentlig förvaltning vid Harvard. Han gick sedan 1949 in i affärslivet i Wisconsin. Han var också verksam som journalist. Han var ledamot av Wisconsin State Assembly, underhuset i delstatens lagstiftande församling, 1951-1952. Han lyckades bli invald med en relativt låg budget.

## Proxmire och Johnson
Proxmire kandiderade tre gånger till guvernör i Wisconsin utan framgång. Han efterträdde 1957 Joseph McCarthy som senator för Wisconsin. Proxmire profilerade sig som en principfast anhängare av afroamerikanernas medborgerliga rättigheter. Majoritetsledaren Lyndon B. Johnson och Proxmire hade ett frostigt förhållande, dels för att de var av skilda åsikter i vissa frågor som rörde medborgerliga rättigheter, dels för att Proxmire motsatte sig oljeindustrins intressen. Proxmire miste sin plats i senatens finansutskott på grund av Johnson. Han kallade Johnson "diktator" och påstod att majoritetsledaren var köpt av Texas mäktiga oljeindustri. Johnson blev senare den politiker som ansågs vara av största vikt för att de svarta fick sina rättigheter, men under 1950-talet i senaten röstade han ibland för och ibland emot en utvidgning av de medborgerliga rättigheterna.
Lyndon B. Johnson eskalerade Vietnamkriget som USA:s president. Till skillnad från kollegan Gaylord Nelson stödde Proxmire Johnson till en början i Vietnamfrågan. Först 1968 ändrade han åsikt och sällade sig till krigets motståndare. Proxmire medgav 1970 att hans ursprungliga ståndpunkt var ett misstag: "We should never have gone there in the first place."

## Statsutgifter och folkmordskonventionen
Proxmire blev speciellt känd för sitt motstånd mot sådana statsutgifter som han ansåg vara onödiga. Han grundade ett pris, Golden Fleece Award, för att demonstrera att skattebetalarnas pengar gick till dåliga ändamål. Gyllene skinnet, ("Golden Fleece") tilldelas den som har lyckats åstadkomma de mest skrattretande utgifterna i statsbudgeten. 1975 års pris gick åt nationella vetenskapsfonden National Science Foundation för att ha spenderat 84 000 dollar med syfte att undersöka varför människor blir kära i varandra. Proxmire ansåg att högskolorna redan använde tillräckligt med tid för att undersöka något som poeter, mystiker och Irving Berlin kunde göra bättre. Proxmire fick stor uppmärksamhet från journalisterna på grund av priset och de humoristiska kommentarerna som följde med det.
Proxmires käraste projekt i senaten var ratificerandet av folkmordskonventionen. Han höll 3 211 tal som förordade ratificeringen innan senaten 1986 till sist ratificerade FN:s konvention om förebyggande och bestraffning av brottet folkmord. Proxmires åsikter gick ofta stick i stäv mot militärindustrins intressen. Strategic Defense Initiative var ett av många försvarsprojekt som han motsatte sig. Lockheed och Boeing hade en vass motståndare i Proxmire. Hans viktigaste motståndare inom det egna partiet när det gällde överljudsflygplan var de två långvariga senatorerna för Washington, Henry M. Jackson och Warren Magnuson. Proxmire, som alltid var mån om att spara pengar, hade en så stark ställning att han i sina två sista kampanjer till USA:s senat kunde tacka nej till kampanjdonationer.
Proxmire avled i Alzheimers sjukdom. Hans grav finns på Lake Forest Cemetery i Lake County, Illinois.